# 鄂托克旗
鄂托克旗为中华人民共和国內蒙古自治區鄂尔多斯市西部下辖的一個旗。旗人民政府駐烏蘭鎮。
鄂托克旗东邻杭锦旗，西连宁夏平罗县陶乐镇并与石嘴山市隔河相望，南接乌审旗，西北界乌海市，是鄂尔多斯高原的重要组成部分。全旗南北长209公里，东西宽188公里，面积2.1万平方公里，是一个以蒙古族为主体，汉族占多数的少数民族聚集区。

## 历史
旗境秦代属北地郡，后入匈奴。北魏时置长泽县，属阐熙郡。隋增置白池县。唐初增置延恩、归仁、怀德县，又置宥州，治长泽。西夏时属夏州。元代属察罕脑儿宣慰司。明天顺年间蒙古部落入居河套，正德后属鄂尔多斯万户。
“鄂托克”系蒙古语，汉意“营”或“部”，是元，明两代蒙古万户下设的行政建制，也译称“千户”，它是组成万户的小领地名称，是地缘组织，每个鄂托克要根据人口的多寡提供一定数量的军队。17世纪中叶，清朝以拥有军事权力的“旗”取代了“鄂托克”。
清顺治六年（1649年），清廷将鄂尔多斯万户划为六个旗。原拜桑忽尔及后裔所据克扣特、锡布沁、乌喇特、唐古特等部落组成鄂尔多斯右翼中旗，下设15甲喇（参领）83个苏木（佐领），为伊克昭盟下辖七旗之一。

中華民國時期，鄂托克旗屬绥远特别区、綏遠省管轄

民国时期，鄂托克旗渐成为正式名称。1940年代初，绥远省政府在鄂托克旗与杭锦旗交界处，设立桃力民办事室（后改桃力民办事处）。1950年，以桃力民办事处设置桃力民中心区。1951年，废除桃力民中心区，原鄂托克旗辖区回归。1954年绥远省撤销，并入内蒙古自治区。2001年改属鄂尔多斯市。
2000年之後發展農業與礦業，曾有過破壞生態環境事件，引起媒體關注。

## 人口
根據第七次人口普查數據，截至2020年11月1日零時，鄂托克旗常住人口為162726人。
2006年人口9万人，其中蒙古族2.4万人。

## 资源
鄂托克旗地域辽阔，资源丰富。全旗拥有天然草牧场2575万亩，大小牲畜头数156.2万头（只）左右。
全旗已探明天然碱储量天然碱1026.5万吨，远景储量4500万吨，一般品位含碳酸氢钠23.5—41.9%，氯化钠小于4%，硫酸盐小于1.3%，水不溶物小于20%。

## 经济
近年来，鄂托克旗全力推进新型工业化、农牧业现代化、特色城镇化进程。2008年实现地区生产总值155亿元，现价同比增长40.5%，三次产业结构比例演进为2.5:77.2:20.3；完成社会固定资产投资130亿元，同比增长8.3%；财政收入达到21.6亿元，按可比口径计算，同比增长84.2%；城乡居民人均收入稳步增长，分别达到16991元和7058元。在全区101个旗县中，GDP列第12位，人均突破2万美元。

## 行政区划
鄂托克旗下辖4个镇、2个苏木：
乌兰镇、棋盘井镇、蒙西镇、木凯淖尔镇、苏米图苏木、阿尔巴斯苏木、蒙西工业园区和棋盘井工业园区。

## 交通
- 338国道过境。

## 旅游
鄂托克旗有鄂尔多斯高原第一峰——乌仁都西山（又名桌子山），有以悬崖绝壁坐禅洞著称的迪延阿贵庙，有成吉思汗西征时的饮马泉和百眼井，有世界瞩目的面积最大、种群最多的恐龙足迹化石(10000多枚)，百鸟栖息的布龙水库、布龙湖温泉(常年水温在39.8℃左右)旅游区等风景名胜。

## 特产
鄂托克旗是驰名中外的阿尔巴斯白绒山羊原产地，阿白山羊绒在国际市场上被誉为“纤维宝石”、“软黄金”。